# 新民 (新加坡)
新民（英語：Sin Ming；白話字：Sin-bîn）是位於新加坡碧山湯申的一個住宅區。大致位於麥里芝蓄水池和碧山－宏茂橋公園之間，由住宅區與工業區組成。新加坡最大的大乘佛教寺廟－光明山普覺禪寺即位於新民一帶。